# الطريق الدولي اليوناني 7
الطريق الدولي اليوناني 7 ((باليونانية: Εθνική Οδός 7)‏, مختصر كـ EO7) هي طريق مسار واحد (Single carriageway) مع تقاطعات (Intersection (road)) في منطقة البيلوبونيز في جنوب اليونان. يربط بين مدن كورنث وكالاماتا، عبر نيميا و آرغوس و تريبولي و ميغالوبولي. وقد خلف الطريق السريع موريس (Moreas Motorway) في الأهمية (كورنث - كالاماتا) ، الذي تم ترقيمه ايه7.